# Sant Laurenç de Roians

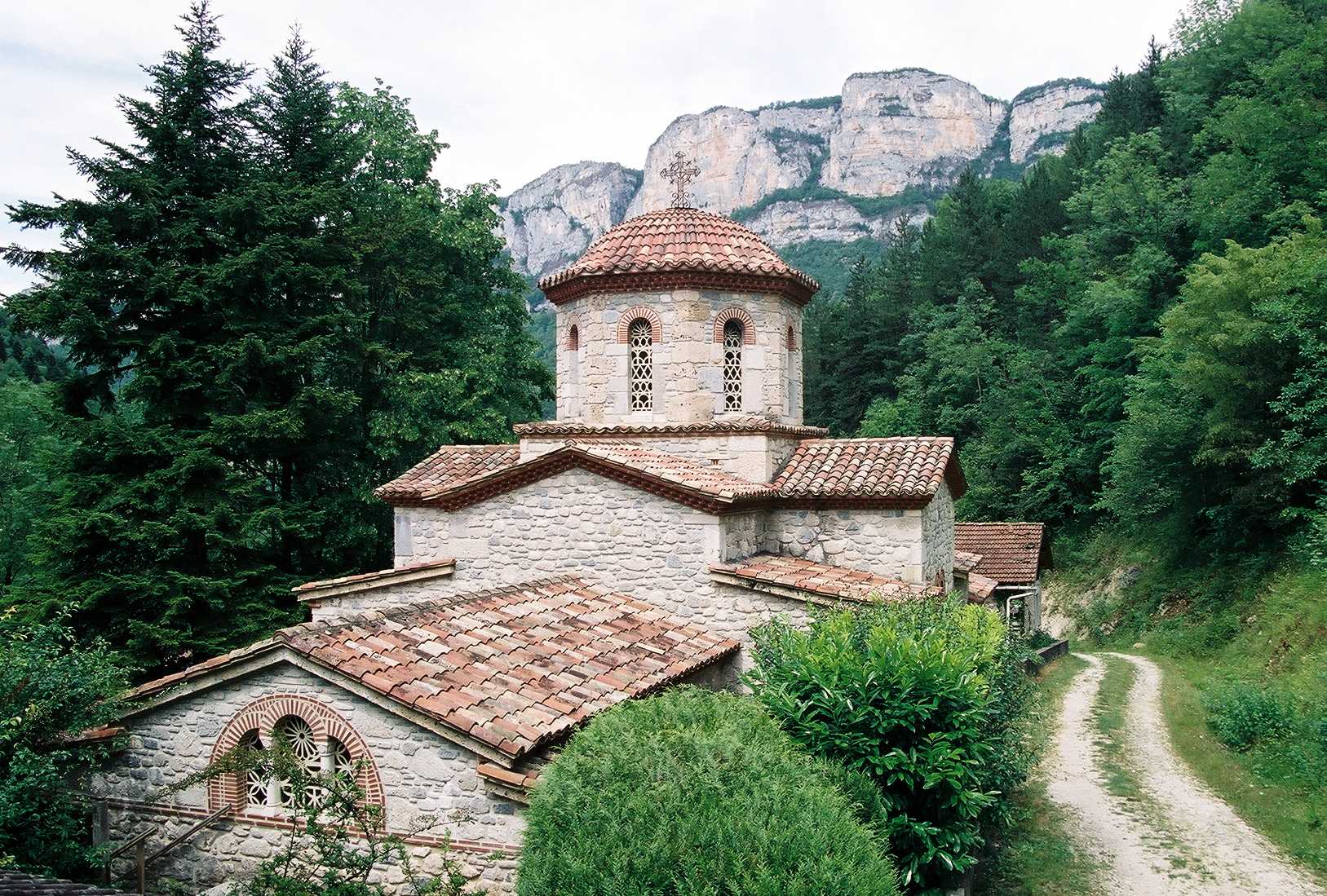
Monestir ortodox de Sant Antoni el Gran, al terme de Sant Laurenç

Sant Laurenç de Roians (en francès Saint-Laurent-en-Royans) és un municipi francès situat al departament de la Droma i a la regió d'Alvèrnia-Roine-Alps. L'any 2007 tenia 1.306 habitants.

## Demografia

### Població
El 2007 la població de fet de Saint-Laurent-en-Royans era de 1.306 persones. Hi havia 488 famílies de les quals 186 eren unipersonals (67 homes vivint sols i 119 dones vivint soles), 131 parelles sense fills, 127 parelles amb fills i 44 famílies monoparentals amb fills.
La població ha evolucionat segons el següent gràfic:
Habitants censats

### Habitatges
El 2007 hi havia 583 habitatges, 505 eren l'habitatge principal de la família, 40 eren segones residències i 38 estaven desocupats. 418 eren cases i 162 eren apartaments. Dels 505 habitatges principals, 305 estaven ocupats pels seus propietaris, 181 estaven llogats i ocupats pels llogaters i 19 estaven cedits a títol gratuït; 8 tenien una cambra, 23 en tenien dues, 116 en tenien tres, 155 en tenien quatre i 203 en tenien cinc o més. 356 habitatges disposaven pel capbaix d'una plaça de pàrquing. A 244 habitatges hi havia un automòbil i a 186 n'hi havia dos o més.

### Piràmide de població
La piràmide de població per edats i sexe el 2009 era:
| Homes | Edats   | Dones |
| ----- | ------- | ----- |
| 0     | 95 o +  | 0     |
| 4     | 90 a 94 | 0     |
| 12    | 85 a 89 | 24    |
| 12    | 80 a 84 | 28    |
| 12    | 75 a 79 | 28    |
| 24    | 70 a 74 | 28    |
| 40    | 65 a 69 | 32    |
| 12    | 60 a 64 | 28    |
| 36    | 55 a 59 | 36    |
| 60    | 50 a 54 | 44    |
| 72    | 45 a 49 | 76    |
| 28    | 40 a 44 | 20    |
| 56    | 35 a 39 | 40    |
| 32    | 30 a 34 | 24    |
| 40    | 25 a 29 | 44    |
| 60    | 20 a 24 | 36    |
| 12    | 15 a 19 | 36    |
| 20    | 10 a 14 | 36    |
| 40    | 5 a 9   | 12    |
| 16    | 0 a 4   | 24    |

## Economia
El 2007 la població en edat de treballar era de 858 persones, 517 eren actives i 341 eren inactives. De les 517 persones actives 465 estaven ocupades (235 homes i 230 dones) i 52 estaven aturades (26 homes i 26 dones). De les 341 persones inactives 71 estaven jubilades, 75 estaven estudiant i 195 estaven classificades com a «altres inactius».

### Ingressos
El 2009 a Saint-Laurent-en-Royans hi havia 495 unitats fiscals que integraven 1.140 persones, la mediana anual d'ingressos fiscals per persona era de 16.225,5 €.

### Activitats econòmiques
Dels 63 establiments que hi havia el 2007, 2 eren d'empreses extractives, 1 d'una empresa alimentària, 5 d'empreses de fabricació d'altres productes industrials, 7 d'empreses de construcció, 16 d'empreses de comerç i reparació d'automòbils, 3 d'empreses de transport, 3 d'empreses d'hostatgeria i restauració, 1 d'una empresa d'informació i comunicació, 3 d'empreses immobiliàries, 4 d'empreses de serveis, 14 d'entitats de l'administració pública i 4 d'empreses classificades com a «altres activitats de serveis».
Dels 15 establiments de servei als particulars que hi havia el 2009, 1 era una oficina de correu, 2 tallers de reparació d'automòbils i de material agrícola, 2 paletes, 1 guixaire pintor, 3 fusteries, 1 lampisteria, 2 perruqueries i 3 restaurants.
Dels 4 establiments comercials que hi havia el 2009, 1 era una botiga de menys de 120 m², 1 una fleca, 1 una carnisseria i 1 una sabateria.
L'any 2000 a Saint-Laurent-en-Royans hi havia 32 explotacions agrícoles que ocupaven un total de 304 hectàrees.

## Equipaments sanitaris i escolars
L'únic equipament sanitari que hi havia el 2009 era una farmàcia.
El 2009 hi havia 1 escola maternal i 1 escola elemental.

## Poblacions més properes
El següent diagrama mostra les poblacions més properes.